# لويس ألبرتو لازارتي
لويس ألبرتو لازارتي (بالإسبانية: Luis Alberto Lazarte)‏ مواليد 4 مارس 1971 في ماريه ديل بلاتا، بوينس آيرس، الأرجنتين، هو ملاكم محترف أرجنتيني يصنف ضمن فئة وزن الذبابة. حقق بطولة الاتحاد الدولي للملاكمة.

## المسيرة الاحترافية
من نزالاته:
- خسر أمام جوهنريل كاسيميرو بالضربة الفنية القاضية (10-02-2012).
- خسر أمام أوليسيس سوليس (30-04-2011).
- خسر أمام دانيال رييس (26-09-2008).

## إحصائيات
خاض خلال مسيرته 67 نزالا، فاز في 52 وتعادل في 2 وخسر في 12. فاز بالضربة القاضية في 18 نزالا.

## روابط خارجية
- لويس ألبرتو لازارتي على موقع بوكس ريك (الإنجليزية) (registration required)